# Вороное (Покровский район)
Вороное (укр. Вороне) — село,
Великомихайловский сельский совет,
Покровский район, Днепропетровская область, Украина.
Код КОАТУУ — 1224283402. Население по переписи 2001 года составляло 55 человек.

## Географическое положение
Село Вороное находится на левом берегу реки Вороная, ниже по течению на расстоянии в 1 км расположено село Хорошее. Река в этом месте пересыхает.
16.08.2025 МО РФ сообщило о занятии населенного пункта.

## История
- 1924 — дата основания.